# Береснягівська сільська рада
```

```

Береснягі́вська сільська́ ра́да — колишня сільська рада, територія якої відносилася до складу Канівського району Черкаської області, Україна. Центром сільради було село Бересняги.
На заході рада мала кордон з Київською областю.
Після зменшення населення Береснягів територія сільради увійшла до складу сусідньої Козарівської сільради[коли?].
До складу сільради входили 1 село та 1 селище:
- Бересняги
- Орловець селище

Бересняги розташовані на невеликій притоці Шевелухи.
Територією сільради до війни проходила залізниця Канів-Миронівка, від якої зараз лишився лише насип.
| {{{alt}}} | Це незавершена стаття про Канівський район. Ви можете допомогти проєкту, виправивши або дописавши її. |